# 楠泰尔
楠泰尔（法語：Nanterre，法語發音：[nɑ̃tɛʁ] ⓘ），法国中北部城市，法兰西岛大区上塞纳省的一个市镇，同时也是该省的省会，下辖楠泰尔区，其市镇面积为12.19平方公里，2022年1月1日时人口数量为98,119人，在法国城市中排名第45位。
楠泰尔位于上塞纳省中北部，塞纳河左岸，距离法国首都巴黎大约10公里，是上塞纳省的行政和文化中心，巴黎楠泰尔大学和多个大型企业总部位于其境内。楠泰尔也是巴黎西部重要的近郊卫星城，市区内有多处集中式居民区，通过法兰西岛大区快铁A线及E线与巴黎市区连接。

## 地名来源
“楠泰尔”一名最初出现于公元5世纪，以“Metodore”的形式出现，该名称来源于凯尔特语，指代一种宗教圣所，可能与当地历史上的某个宗教建筑有关。
此外，因翻译标准不同，“Nanterre”在某些中文资料中又被译为南戴尔或南泰尔。

## 历史

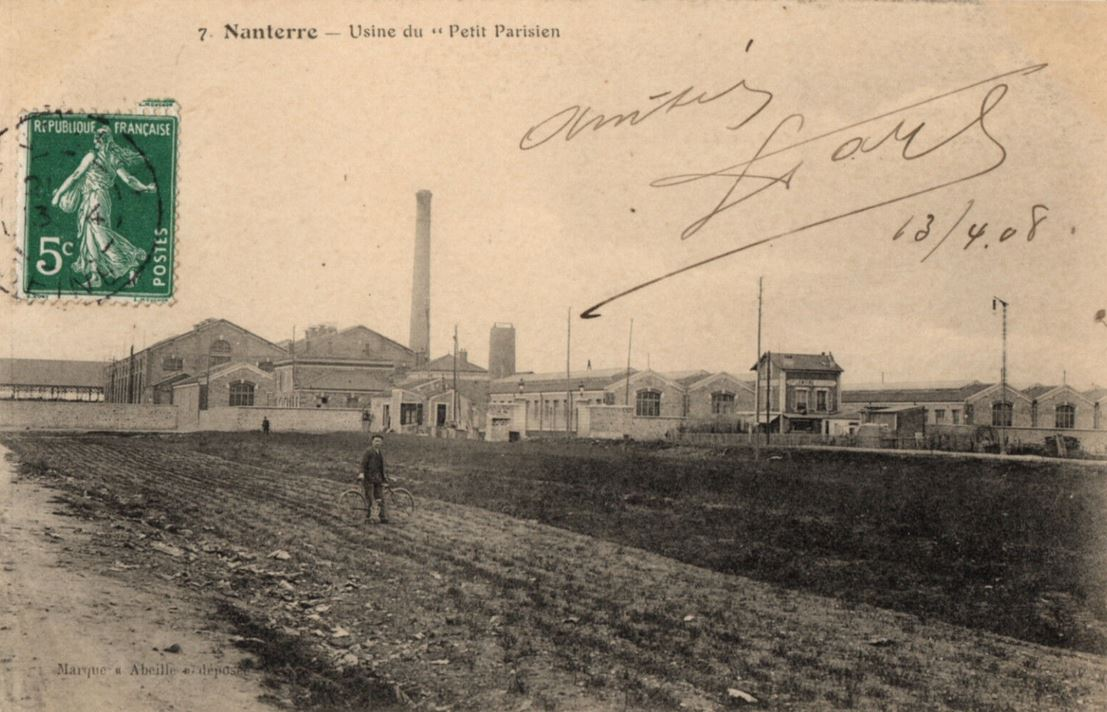
20世纪初楠泰尔境内的工厂

楠泰尔最初在高卢-罗马时期就已出现人类活动工业历史悠久，历史上长期为一处普通村落，至公元13世纪时，当地共有2处教堂，人口数量约300。宗教战争时期，亨利四世之女亨利埃塔·玛丽亚曾参观此地。法国大革命后，楠泰尔成为塞纳省的一个市镇。1837年8月24日，连接巴黎和楠泰尔的铁路线建成，此后成为巴黎—勒阿弗尔铁路的一部分。19世纪末，得益于巴黎的城市扩张以及工业革命的推进，楠泰尔成为巴黎西部重要的卫星城，城市人口数量快速上升，由1876年的4,000人增长至1936年3.5万人，当地出现了多个工业部门。二战后，随着郊区通勤铁路的优化，楠泰尔成为重要的居民区，当地出现大片柯布西耶式的高层居民楼，人口数量在20世纪60年代达到9万。1968年，法兰西岛进行了大规模的行政区划调整，塞纳省被撤销，楠泰尔被划入新成立的上塞纳省并成为该省的省会。楠泰尔境内的艾罗塔于1981年建成。2002年，楠泰尔市政厅发生枪击案，8人遇难。2023年6月27日，17岁北非裔青年纳赫尔·梅尔祖克在一次交通执法行动中被一名警察开枪击毙，此事件引发了全法骚乱。

## 地理

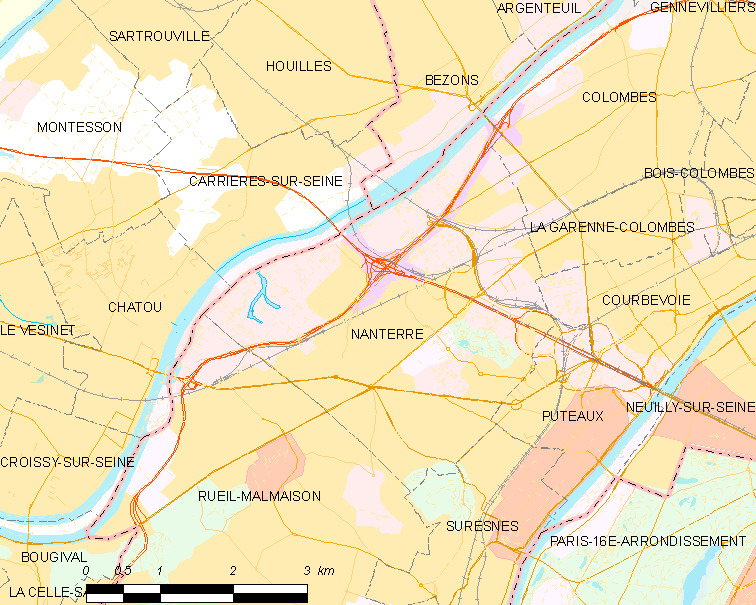
楠泰尔市镇范围地图

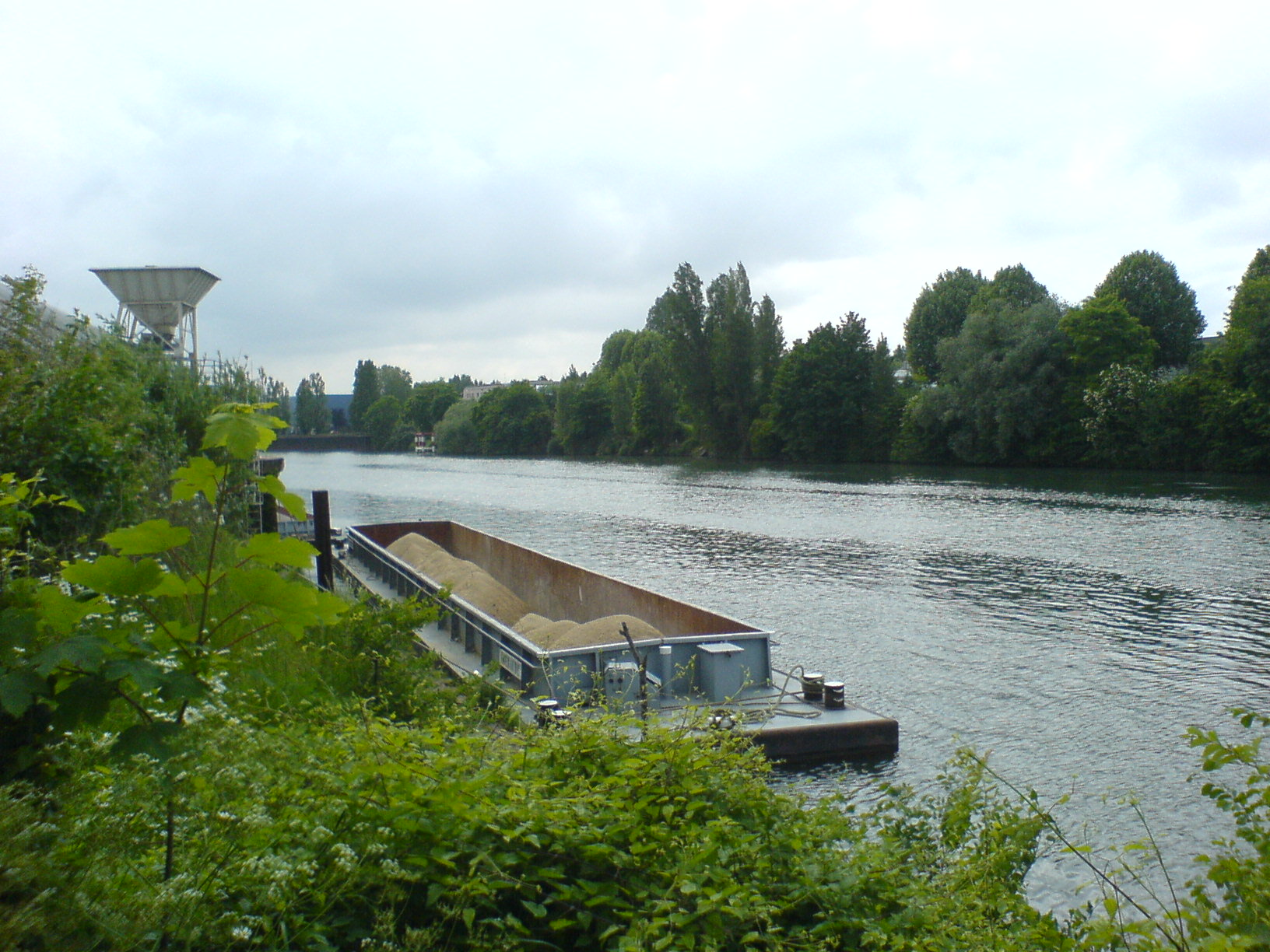
塞纳河楠泰尔段

楠泰尔位于法国中北部，法兰西岛大区中北部和上塞纳省北部，西侧隔塞纳河与伊夫林省接壤，距离巴黎市中心大约10公里。与楠泰尔接壤的市镇包括：伯宗、塞纳河畔卡里耶尔、沙图、科隆布、库尔伯瓦、拉加雷訥科隆布、皮托、吕埃-马尔迈松和敘雷訥。

### 地形
楠泰尔位于塞纳河左岸的一处高地上，境内以平原和浅丘为主，市镇中心地势较为平坦，部分地区地势起伏明显，全境海拔在22到127米之间。

### 水文
塞纳河干流自东北向西南流经楠泰尔市镇西北界，该河楠泰尔段沿岸建有内河船坞。

### 植被
楠泰尔属于温带阔叶混交林区，林地散落分布于多个街区，安德烈·马尔罗公园（Parc André Malraux）、岛道花园（Parc du chemin de l'ile）和莱舍讷夫勒公园（Parc des Chenevreux）等是当地主要的城市绿地，均常年免费向公众开放，此外塞纳河沿岸建有步行绿道。
在鲜花城市的评比中，楠泰尔被评为3星级鲜花城市。

### 气候
楠泰尔在柯本气候分类法中属于温带海洋性气候（Cfb）。
距离楠泰尔最近的气象站位于科隆布境内，以下为该气象站的数据（其中日照数据取自勒布尔歇）：
| 科隆布1981年－2019年 | 科隆布1981年－2019年 | 科隆布1981年－2019年 | 科隆布1981年－2019年 | 科隆布1981年－2019年 | 科隆布1981年－2019年 | 科隆布1981年－2019年 | 科隆布1981年－2019年 | 科隆布1981年－2019年 | 科隆布1981年－2019年 | 科隆布1981年－2019年 | 科隆布1981年－2019年 | 科隆布1981年－2019年 | 科隆布1981年－2019年 |
| 月份                 | 1月                  | 2月                  | 3月                  | 4月                  | 5月                  | 6月                  | 7月                  | 8月                  | 9月                  | 10月                 | 11月                 | 12月                 | 全年                 |
| -------------------- | -------------------- | -------------------- | -------------------- | -------------------- | -------------------- | -------------------- | -------------------- | -------------------- | -------------------- | -------------------- | -------------------- | -------------------- | -------------------- |
| 历史最高温 °C（°F）  | 16.2 (61.2)          | 21 (70)              | 25.5 (77.9)          | 31.1 (88.0)          | 35 (95)              | 37.9 (100.2)         | 40 (104)             | 40.9 (105.6)         | 34 (93)              | 30.9 (87.6)          | 22 (72)              | 17.5 (63.5)          | 40.9 (105.6)         |
| 平均高温 °C（°F）    | 7.6 (45.7)           | 8.8 (47.8)           | 12.7 (54.9)          | 16.2 (61.2)          | 20.1 (68.2)          | 23.2 (73.8)          | 25.8 (78.4)          | 25.5 (77.9)          | 21.7 (71.1)          | 16.8 (62.2)          | 11.2 (52.2)          | 7.9 (46.2)           | 16.5 (61.7)          |
| 日均气温 °C（°F）    | 5 (41)               | 5.6 (42.1)           | 8.7 (47.7)           | 11.5 (52.7)          | 15.3 (59.5)          | 18.3 (64.9)          | 20.6 (69.1)          | 20.3 (68.5)          | 17 (63)              | 13.1 (55.6)          | 8.3 (46.9)           | 5.5 (41.9)           | 12.4 (54.3)          |
| 平均低温 °C（°F）    | 2.4 (36.3)           | 2.4 (36.3)           | 4.7 (40.5)           | 6.8 (44.2)           | 10.5 (50.9)          | 13.4 (56.1)          | 15.4 (59.7)          | 15.2 (59.4)          | 12.2 (54.0)          | 9.3 (48.7)           | 5.5 (41.9)           | 3.1 (37.6)           | 8.4 (47.1)           |
| 历史最低温 °C（°F）  | −15 (5)              | −12 (10)             | −7 (19)              | −2 (28)              | 1.9 (35.4)           | 5.4 (41.7)           | 9 (48)               | 7.9 (46.2)           | 4.7 (40.5)           | −2.2 (28.0)          | −6.7 (19.9)          | −9.1 (15.6)          | −15 (5)              |
| 平均降水量 mm（）    | 49.6 (1.95)          | 41.4 (1.63)          | 46.9 (1.85)          | 46.9 (1.85)          | 63.7 (2.51)          | 51 (2.0)             | 58.3 (2.30)          | 50.2 (1.98)          | 48 (1.9)             | 61.4 (2.42)          | 48.1 (1.89)          | 57.5 (2.26)          | 623 (24.5)           |
| 月均日照時數         | 62                   | 75.1                 | 125                  | 165.8                | 193.3                | 206.9                | 215.7                | 206.2                | 160.2                | 111.2                | 65.1                 | 50.8                 | 1,637.3              |
| 来源：infoclimat.fr  |                      |                      |                      |                      |                      |                      |                      |                      |                      |                      |                      |                      |                      |

## 行政区划
楠泰尔的市镇编号为92050，邮政编号为92000。
在行政管理方面，楠泰尔隶属于法国法兰西岛大区上塞纳省，同时也是该省的省会，下辖楠泰尔区；在地方选举方面，楠泰尔是楠泰尔第一县和楠泰尔第二县的中央投票站所在地，其市镇范围全境被划入上塞纳省第四选区；在社会管理方面，楠泰尔是大巴黎都会区的组成部分以及西部巴黎-拉德芳斯公共土地集团的办公驻地。
楠泰尔市镇被划为11个街区，并实行街区自治制度。截至2024年11月，楠泰尔市镇范围内的岛道（Chemin de L'Île）、公园（Le Parc）、小楠泰尔（Petit Nanterre）、阿纳托尔·法郎士（Secteur Anatole France）、大学一区（Université I）、大学二区（Université II）六个街区为城市政策优先街区。
法国国家统计与经济研究所（简称“INSEE”）在进行数据统计时，将楠泰尔及相邻的另外406个市镇设为巴黎城市核心区，并将包括核心区在内的周边共1,794个市镇划为巴黎城市区。自2020年起，巴黎城市区被包含1,949个市镇的巴黎城市辐射区代替。此外，INSEE还将楠泰尔市镇分为了38个“块区”（IRIS），以便于统计人口分布情况。

## 交通

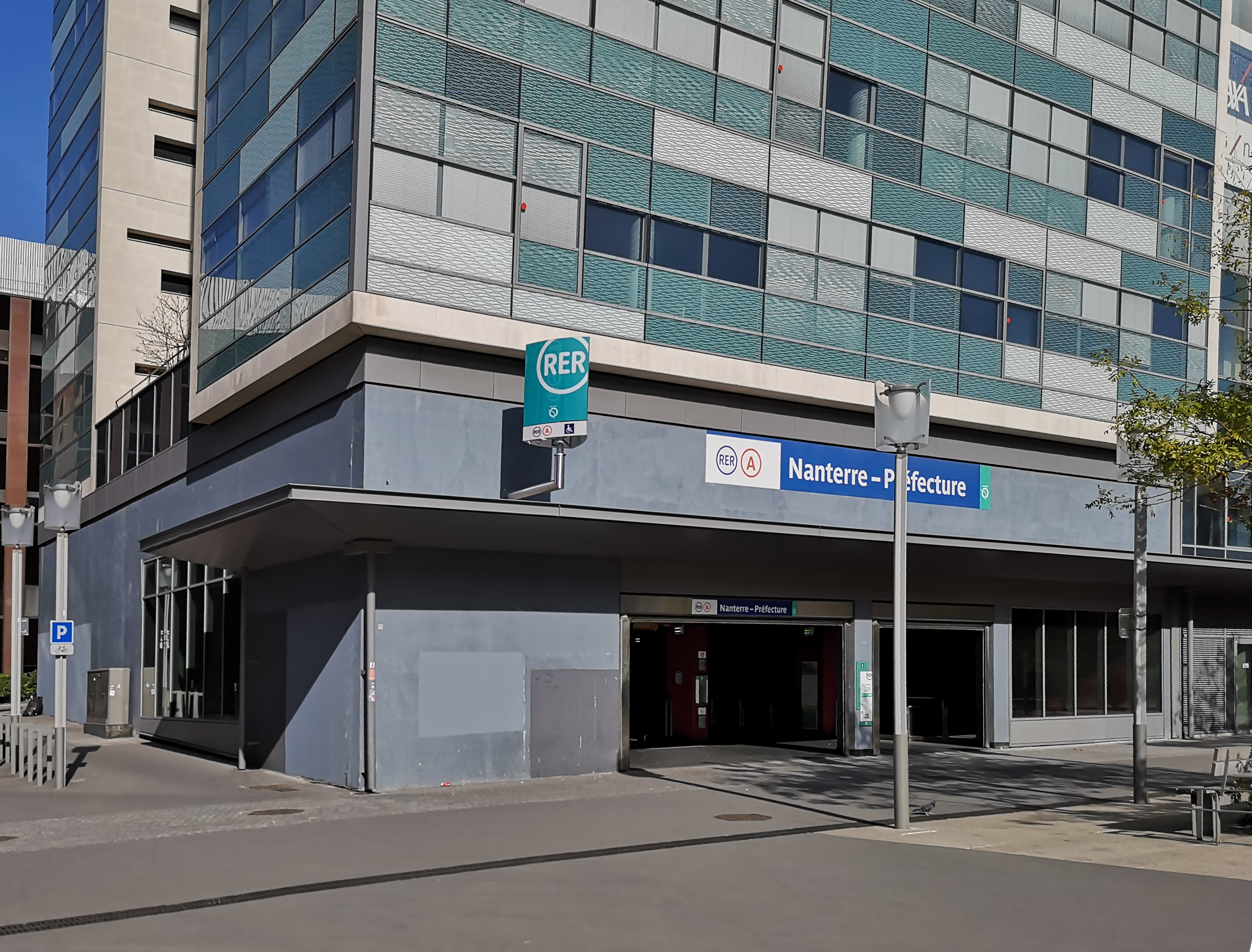
楠泰尔省府站的一个出入口

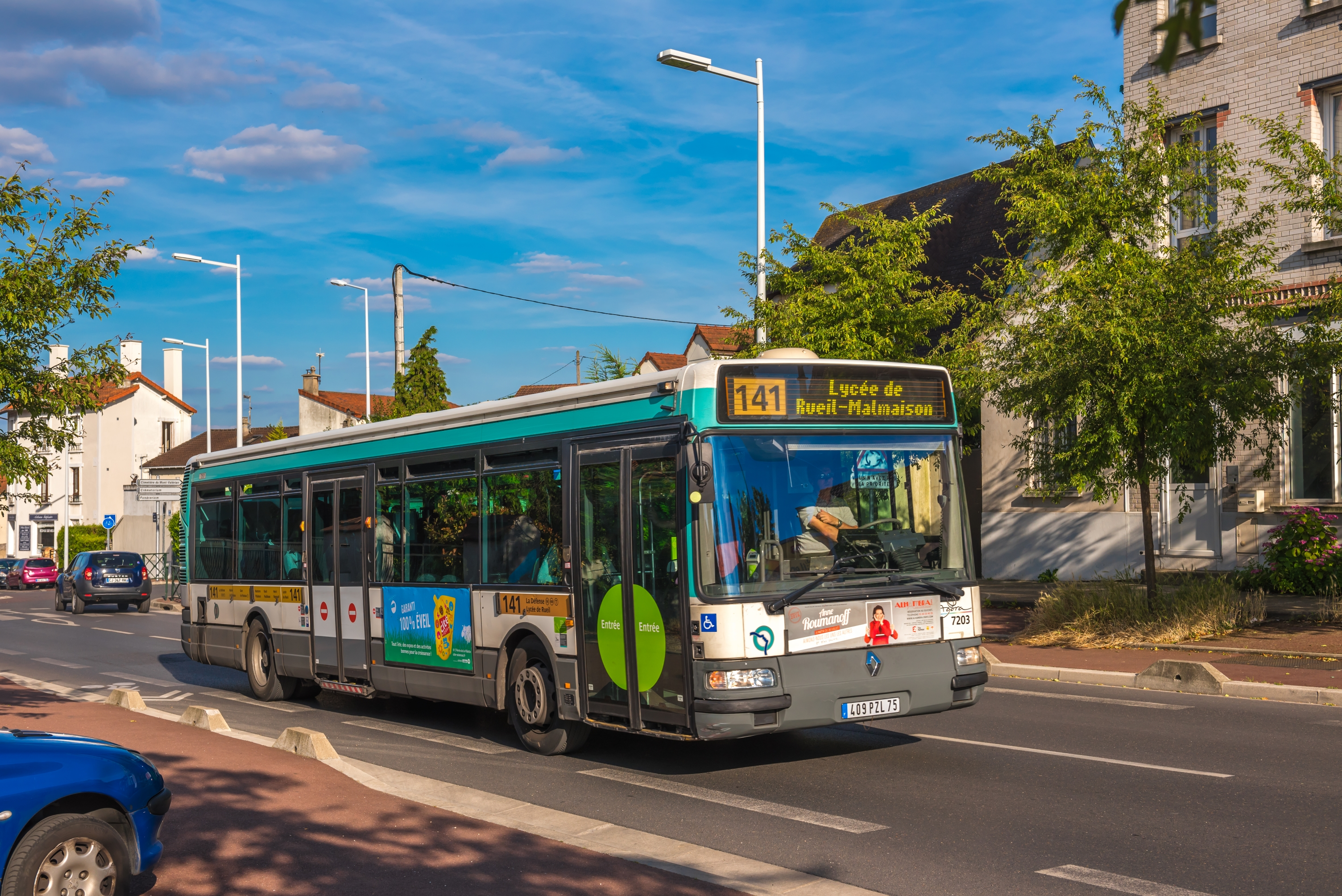
途径楠泰尔市区的巴黎公交141路

### 公路
A14高速公路（巴黎－诺曼底）和A86高速公路（巴黎外环线）在楠泰尔境内交汇，其中A14高速公路大部分路段为地下隧道，其地面为大型绿地；此外楠泰尔境内的主要街道为城市化道路，拥有照明和排水设施。
| 拉沙佩勒门 | 14 |

| 欧特伊门 | 11 |

| 马约门 | 7 |

|  | 3 |

| 1（内环） | 3 |

| 36（外环） | 1.5 |

| 经 （东行） |

| 巴黎 沙特莱 | 13 |

| 勒瓦卢瓦-佩雷 | 11 |

| 塞纳河畔讷伊 | 7 |

| 皮托 | 3.5 |

| 经 |

| 鲁昂 | 125 |

| 芒特拉若利 | 44 |

| 经 （北行） |

| 塞尔吉 | 38 |

| 蓬图瓦兹 | 35 |

| 博比尼 | 25 |

| 圣但尼 | 18 |

| 阿让特伊 | 9 |

| 拉加雷讷新城 | 13 |

| 伯宗 | 5.5 |

| 经 （南行） |

| 埃夫里 | 51 |

| 克雷泰伊 | 44 |

| 安东尼 | 29 |

| 凡尔赛 | 15 |

| 经 |

| 圣日耳曼昂莱 | 10 |

| 吕埃-马尔迈松 | 4 |

| 经 |

| 伊西莱穆利诺 | 13 |

| 布洛涅-比扬古 | 10 |

| 塞夫尔 | 11 |

| 圣克卢 | 8 |

| 经 |

| 阿涅尔 | 7.5 |

| 库尔伯瓦 | 5.5 |

2021年，55.5%的楠泰尔家庭拥有至少一辆私人汽车。2022年，楠泰尔境内共发生各类交通事故184起，造成212人受伤，其中11人重伤。

### 铁路
楠泰尔位于巴黎—勒阿弗尔铁路上，该铁路在楠泰尔境内设有楠泰尔省府站位于市区北部，该站是一个通勤铁路车站，停靠法兰西岛大区快铁A线列车。

### 航空
楠泰尔距离巴黎戴高乐机场的公路里程大约35公里，距离巴黎-奥利机场大约32公里。

### 城市公共交通
法兰西岛大区快铁A线经过楠泰尔境内，设有三个通勤铁路车站：楠泰尔省府站、楠泰尔大学站和楠泰尔城站，其中楠泰尔省府站年进站人次达2,200万，是这一地区人流量最大的铁路车站。E线和法兰西岛大区铁路L线亦经过境内，停靠楠泰尔大学站。
巴黎公交141路、157路、158路、159路、160路、163路、258路、259路、276路、304路、367路、378路、559C路、559D路、563路和多条街区摆渡车以及法兰西岛夜班车N24线、N53线、N153线经过楠泰尔境内。
| 途经楠泰尔境内的主要公共交通线路            | 途经楠泰尔境内的主要公共交通线路 | 途经楠泰尔境内的主要公共交通线路          | 途经楠泰尔境内的主要公共交通线路                 |
| 站点                                        | 类型                             | 经纬度                                    | 主要停靠线路                                     |
| ------------------------------------------- | -------------------------------- | ----------------------------------------- | ------------------------------------------------ |
| 楠泰尔省府站 Nanterre Préfecture            | 快铁站（地下） 公交车站（地面）  | 48°53′45″N 2°13′22″E / 48.8958°N 2.2229°E | RATP 160 163 259 276 N53                         |
| 楠泰尔大学站 Nanterre Université            | 快铁站 城铁站                    | 48°54′04″N 2°12′49″E / 48.9011°N 2.2137°E | [T] · (A) · [T] · [L]                            |
| 楠泰尔大学站 Nanterre Université            | 公交车站                         | 48°54′02″N 2°12′50″E / 48.9005°N 2.2138°E | RATP 259 276 304 367 N53                         |
| 楠泰尔城站 Nanterre Ville                   | 快铁站                           | 48°53′43″N 2°11′44″E / 48.8952°N 2.1956°E | [T] · (A)                                        |
| 楠泰尔城站 Nanterre Ville                   | 公交车站                         | 48°53′42″N 2°11′45″E / 48.8951°N 2.1957°E | RATP 157 160 367 378 N153                        |
| 楠泰尔拉福利站 Nanterre La Folie            | 快铁站                           | 48°53′51″N 2°13′36″E / 48.8974°N 2.2268°E | [T] · (E)                                        |
| 上塞纳省省政府 Préfecture de Hauts-de-Seine | 公交车站                         | 48°53′45″N 2°12′56″E / 48.8959°N 2.2155°E | RATP 159 160 259 304 N53                         |
| 楠泰尔拉布勒广场 Nanterre Place de la Boule | 公交车站                         | 48°53′14″N 2°12′01″E / 48.8871°N 2.2003°E | RATP 158 160 258 259 RATP 304 RATP 559a 559b N53 |
| 普兰尚 Nanterre Plainchamp                  | 公交车站                         | 48°53′29″N 2°12′01″E / 48.8913°N 2.2003°E | RATP 157 159 160 559c（自西向东单向停靠）        |
| 柳树林 Les Saules                           | 公交车站                         | 48°54′33″N 2°13′00″E / 48.9093°N 2.2168°E | RATP 304 367 378                                 |
| 莱贝尔热 Les Chailliers                     | 公交车站                         | 48°52′41″N 2°12′18″E / 48.8781°N 2.2049°E | RATP 141 559a                                    |
| 1. 2.                                       |                                  |                                           |                                                  |

## 政治

### 市政内阁

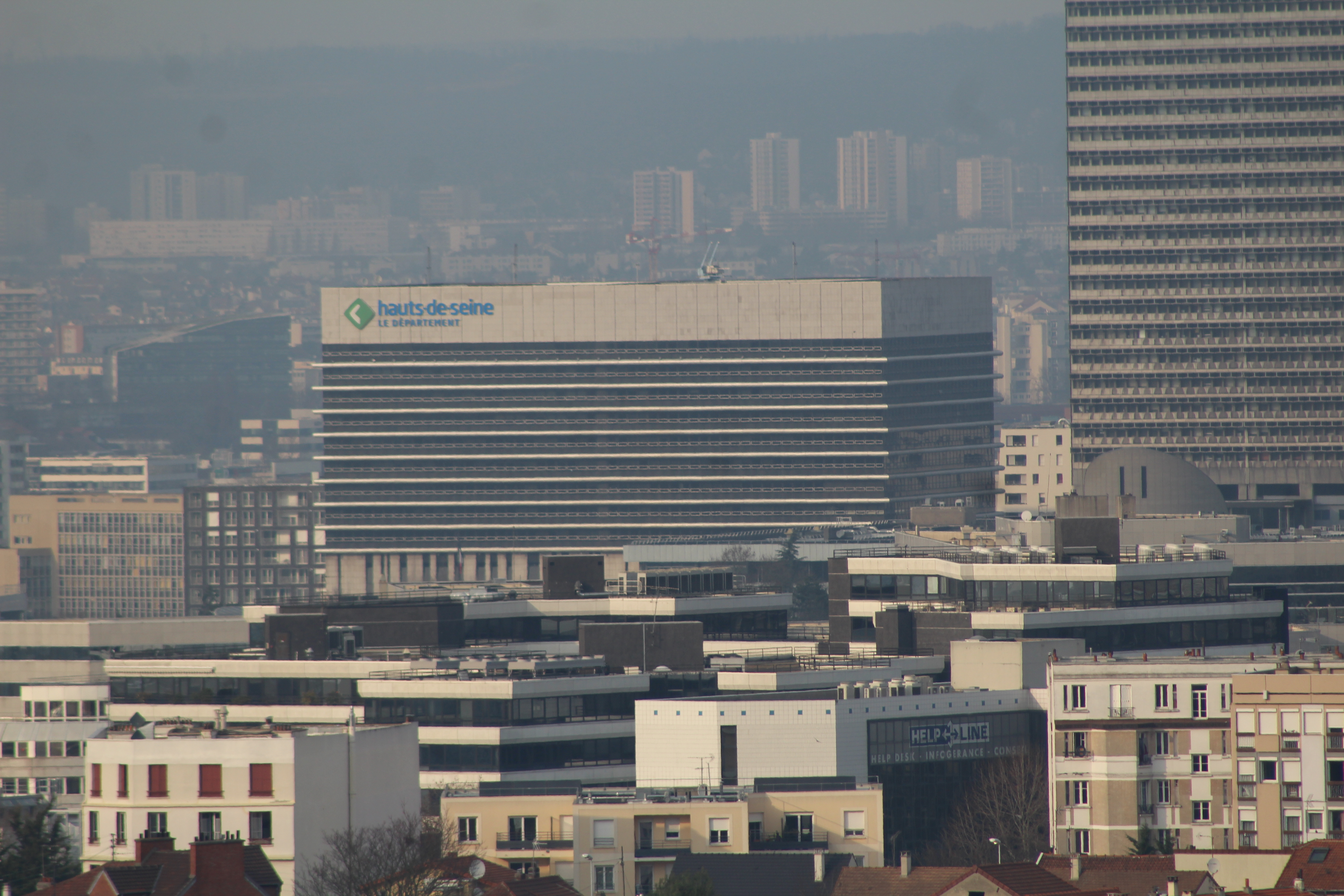
远眺上塞纳省省政府办公楼

楠泰尔的现任市长为拉斐尔·阿达姆先生，他是一名左翼无党派人士，自2023年10月起担任市长职务；其前任为帕特里克·雅里先生，他也是一名左翼无党派人士，在2020年的市政选举中获得了51.91%的支持率，他于2023年10月宣布辞职。
| 楠泰尔历届市长                | 楠泰尔历届市长                     | 楠泰尔历届市长                               |
| 任期                          | 市长                               | 党派                                         |
| ----------------------------- | ---------------------------------- | -------------------------------------------- |
| 1944年－1948年 1950年－1973年 | Raymond BARBET 雷蒙·巴尔贝         | PCF法国共产党                                |
| 1973年－1988年                | Yves SAUDMONT 伊夫·索蒙            | PCF法国共产党                                |
| 1988年－2004年                | Jacqueline FRAYSSE 雅克利娜·弗赖斯 | PCF法国共产党                                |
| 2004年－2023年                | Patrick JARRY 帕特里克·雅里        | PCF法国共产党 →FG左翼阵线 →DVG左翼无党派人士 |
| 2023年－                      | Raphaël ADAM 拉斐尔·阿达姆         | DVG左翼无党派人士                            |

### 各级选举
| 楠泰尔历届投票选举结果 | 楠泰尔历届投票选举结果 | 楠泰尔历届投票选举结果          | 楠泰尔历届投票选举结果 | 楠泰尔历届投票选举结果             | 楠泰尔历届投票选举结果 | 楠泰尔历届投票选举结果 | 楠泰尔历届投票选举结果  | 楠泰尔历届投票选举结果 | 楠泰尔历届投票选举结果 |
| 选举项目               | 选举范围               | 选区单位                        | 选区单位内的选举结果   | 选区单位内的选举结果               | 选区单位内的选举结果   | 选区单位内的选举结果   | 选区单位内的选举结果    | 选区单位内的选举结果   | 参考资料               |
| 选举项目               | 选举范围               | 选区单位                        | 第一轮胜出者           | 第一轮胜出者                       | 支持率                 | 第二轮胜出者           | 第二轮胜出者            | 支持率                 | 参考资料               |
| ---------------------- | ---------------------- | ------------------------------- | ---------------------- | ---------------------------------- | ---------------------- | ---------------------- | ----------------------- | ---------------------- | ---------------------- |
| 2017年法國總統選舉     | 法國                   | 市镇                            |                        | 让-吕克·梅朗雄                     | 32.97%                 |                        | 埃马纽埃尔·马克龙       | 83.15%                 | [ 25 ]                 |
| 2017年法国立法选举     | 上塞纳省第四选区       | 市镇                            |                        | 伊莎贝尔·弗洛雷纳                  | 36.43%                 |                        | 伊莎贝尔·弗洛雷纳       | 66.79%                 | [ 25 ]                 |
| 2019年欧洲议会选举     | 法國                   | 市镇                            |                        | 纳塔莉·卢瓦索                      | 23.73%                 | （不适用）             | （不适用）              | （不适用）             | [ 28 ]                 |
| 2021年法国省级选举     | 上塞纳省               | 楠泰尔第一县 市镇（第一县部分） |                        | 劳琳·让东 帕特里克·雅里            | 41.46%                 |                        | 劳琳·让东 帕特里克·雅里 | 62.92%                 | [ 29 ] [ 30 ]          |
| 2021年法国省级选举     | 上塞纳省               | 楠泰尔第二县                    |                        | 卡米耶·贝丹 纪尧姆·布迪            | 41.98%                 |                        | 卡米耶·贝丹 纪尧姆·布迪 | 64.16%                 | [ 29 ] [ 30 ]          |
| 2021年法国省级选举     | 上塞纳省               | 市镇 （第二县部分）             |                        | 热罗姆·佩勒兰 内斯里娜·勒扎格-巴拉 | 27.5%                  |                        | 卡米耶·贝丹 纪尧姆·布迪 | 51.6%                  | [ 29 ] [ 30 ]          |
| 2021年法国大区选举     | 法蘭西島大區           | 市镇                            |                        | 瓦莱丽·佩克雷斯                    | 24.29%                 |                        | 朱利安·巴尤             | 47.35%                 | [ 31 ]                 |
| 2022年法国总统选举     | 法國                   | 市镇                            |                        | 让-吕克·梅朗雄                     | 47.04%                 |                        | 埃马纽埃尔·马克龙       | 78.32%                 | [ 25 ]                 |
| 2022年法国立法选举     | 上塞纳省第四选区       | 市镇                            |                        | 萨布里纳·塞拜伊                    | 44.67%                 |                        | 萨布里纳·塞拜伊         | 62.23%                 | [ 25 ]                 |
| 2024年欧洲议会选举     | 法國                   | 市镇                            |                        | 拉斐爾·格魯克斯曼                  | 36.96%                 | （不适用）             | （不适用）              | （不适用）             | [ 25 ]                 |
| 2024年法国立法选举     | 上塞纳省第四选区       | 市镇                            |                        | 萨布里纳·塞拜伊                    | 60.05%                 |                        | 萨布里纳·塞拜伊         | 70.09%                 | [ 25 ]                 |

## 人口
2021年，楠泰尔市镇人口数量为97,351，在法国排名第45位。其中男性48,112人，女性49,239人，75岁及以上人口占4.3%，外籍人口数量为19,199人，人口密度为7,986人/平方公里，当地居民被称为（男性）或（女性）。2022年，楠泰尔境内出生1,493人，死亡人口538人。
| 楠泰尔1901年－2021年人口变化情况 |
|                                  |
| 数据来源：Cassini、INSEE         |

## 经济
楠泰尔是一个区域性的中心城市，亦是巴黎近郊的一个卫星城。截至2024年11月，楠泰尔市镇范围内共有各类用人单位（包含自雇）17,021家，平均历史为12年，其中88.75%为中小型企业（PME），2024年9月至11月间，当地的经济活力指数为0。道达尔能源（能源开发）、（炼油）及麦德龙法国（大型大件商品销售）是当地2022年已公布营业额最高的三个企业，分别为31,980,961,000欧元、24,069,473,000欧元和4,880,312,640欧元。

## 财政与居民收入
2022年，楠泰尔的财政收入总额为268,542,000欧元，财政支出总额为263,787,000欧元，当年的债务总额为154,208,000欧元。2022年，楠泰尔市镇通过增值税获得5,643,960欧元的收入，此外当地还共获得了13,266,400欧元的国家直接财政补助。
| 楠泰尔居民收入情况                               | 楠泰尔居民收入情况 | 楠泰尔居民收入情况    | 楠泰尔居民收入情况 |
| 内容                                             | 楠泰尔             | 法国                  | 统计年份           |
| ------------------------------------------------ | ------------------ | --------------------- | ------------------ |
| 征税家庭总数                                     | 37,608             | 1,081（法国市镇平均） | 2022年             |
| 居民平均月收入                                   | 2,934欧元          | 2,435欧元             | 2022年             |
| 高级职员人均月收入                               | 4,466欧元          | 4,331欧元             | 2021年             |
| 中级职员人均月收入                               | 2,525欧元          | 2,470欧元             | 2021年             |
| 普通职员人均月收入                               | 1,814欧元          | 1,801欧元             | 2021年             |
| 贫困率                                           | 22%                | 14.5%                 | 2020年             |
| 青壮年（15至64岁）失业率                         | 13.5%              | 7.4%                  | 2020年             |
| 征税家庭数量占比                                 | 3 415              | 45.5%                 | 2020年             |
| 家庭年均纳税                                     | 5,015欧元          | 4,393欧元             | 2022年             |
| 资料来源：INSEE、L'Internaute、Le Journal du Net |                    |                       |                    |

## 社会事务

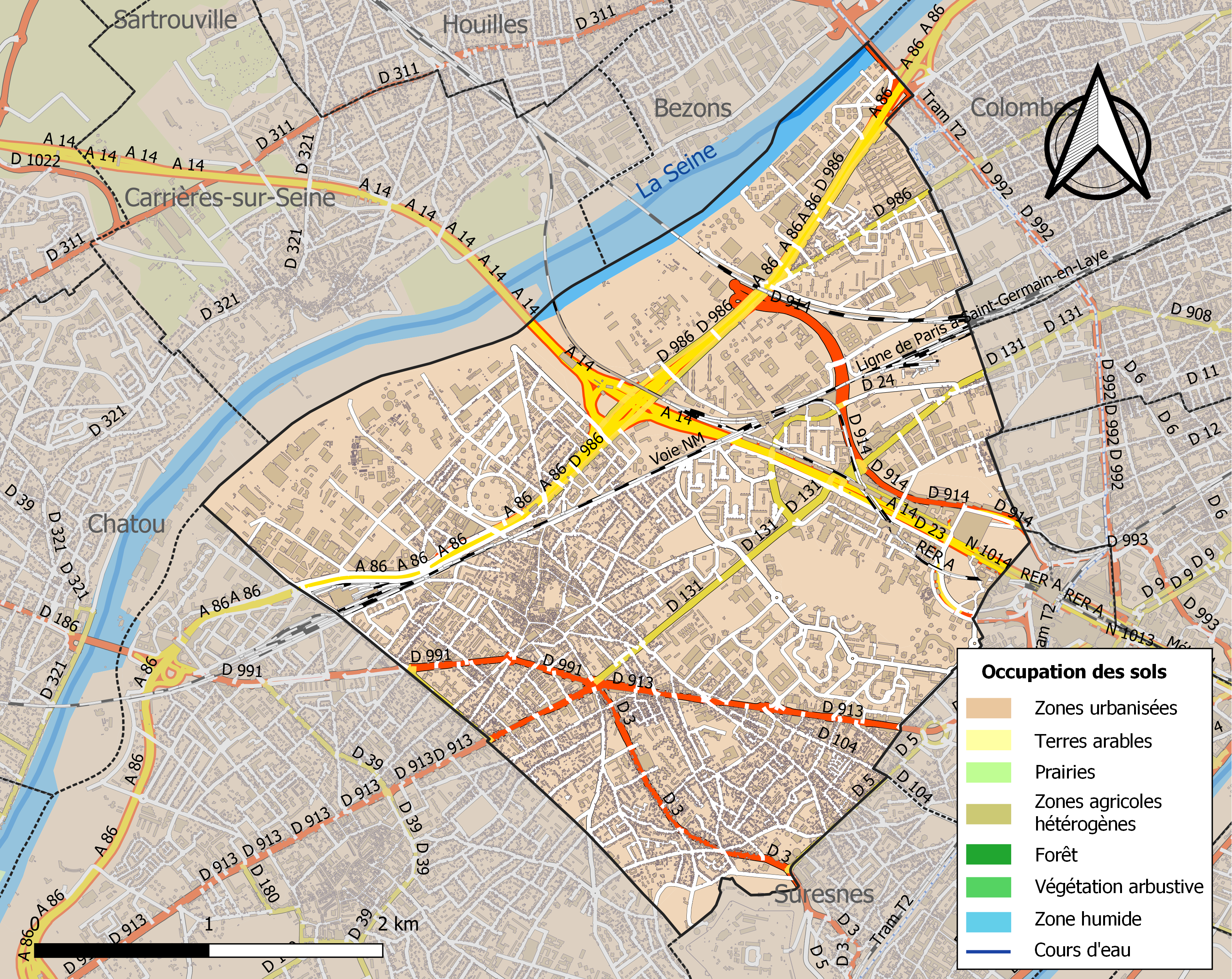
楠泰尔土地利用情况地图

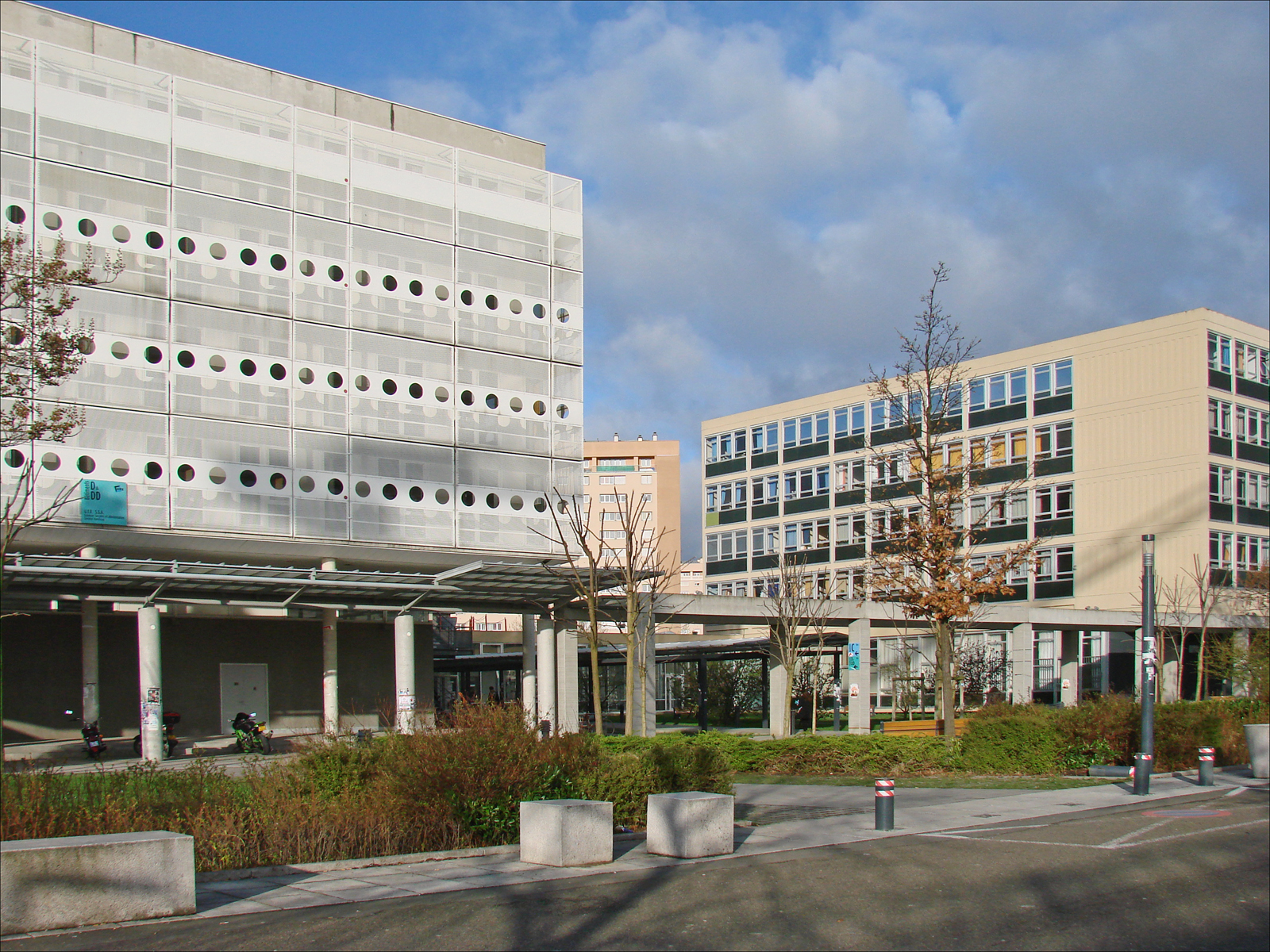
楠泰尔境内的巴黎第十大学

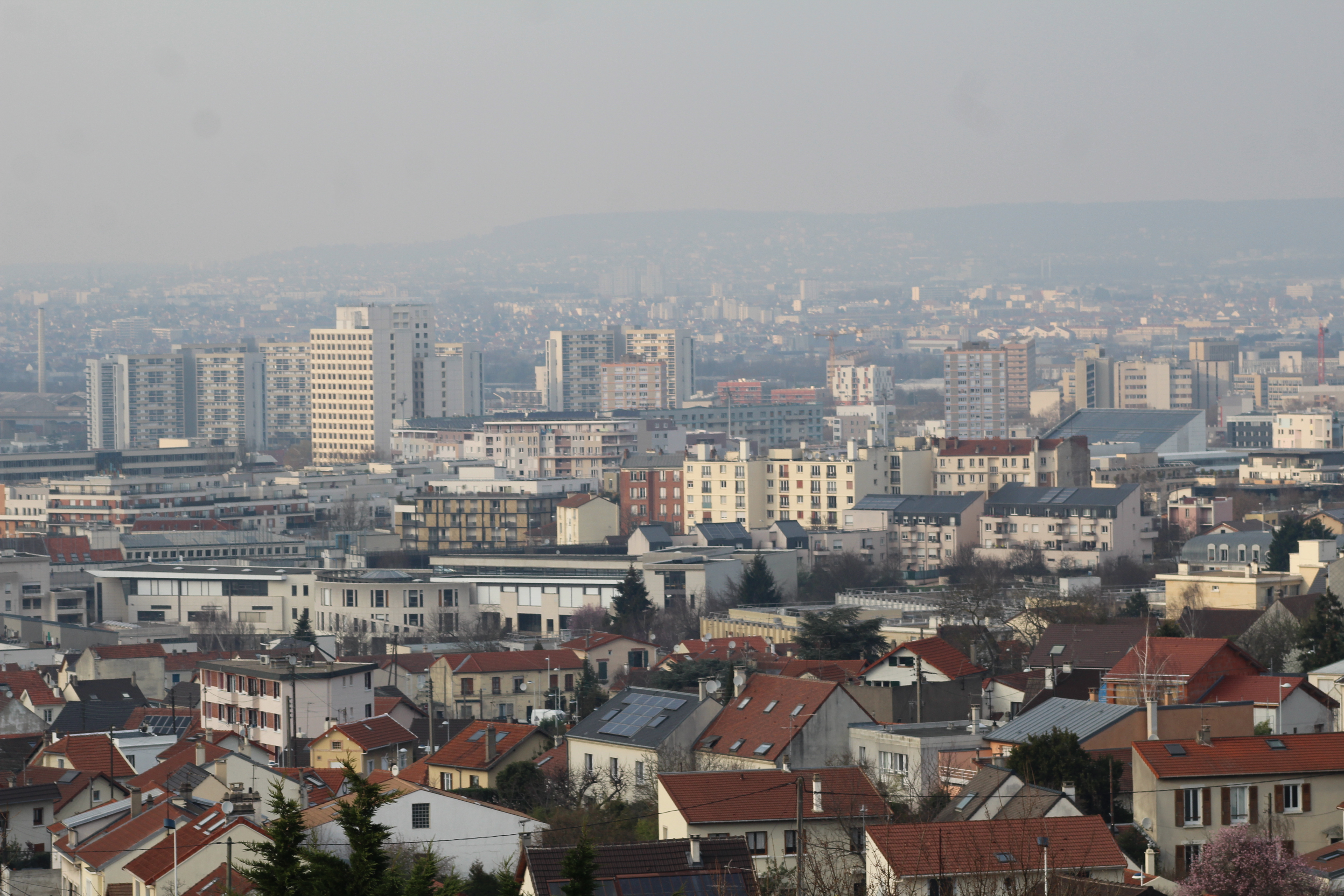
远眺楠泰尔市区

### 教育
楠泰尔属于凡尔赛学区。截至2023年1月1日，楠泰尔境内共有21所幼儿园、26所小学、9所初级中学、3所普通高中和2所职业高中。 2022至2023学年度，楠泰尔境内共有在校中等教育阶段学生5,724名。
在高等教育方面，巴黎楠泰尔大学位于楠泰尔市镇范围内，RER A的“楠泰尔大学站”当中的“大学”即指该校；此外楠泰尔还有四所卫生学校。

### 医疗
截至2023年1月1日，楠泰尔境内共有全科医生36名、保健师53名、牙医32名、护士39名、耳科医生6名、眼科医生8名、皮肤科医生3名、助产士8名、儿科医生2名和妇科医生3名。境内共有药房24家、养老院8家、残疾人帮扶中心5家。
楠泰尔中心医院，即楠泰尔救助中心，是楠泰尔境内的一家区域性医疗机构，其主病区医院位于楠泰尔市区北部，该院设有床位805个，是楠泰尔规模最大的公立综合性医院。

### 住房
2021年，楠泰尔境内共有各类住房42,893套，其中13.5%为独立式住宅，85.5%为集中式住宅，常住房屋占楠泰尔市镇范围内居民建筑总量的93.0%
在住房保障政策方面，2023年，楠泰尔境内共有23,220户家庭获得了家庭津贴补助，受益人数占总人口数量的23.9%，其中11,595份为房租补助。

### 商业
2021年，楠泰尔境内共有各类实体商铺1,747家，其中餐厅320家、大型超市21家、杂货店30家、面包房53家、肉铺17家、书店7家、装饰品店1家、银行门店36家、美容美发店69家、汽车维修店86家。楠泰尔镇中心建有家乐福City、Monoprix、Intermarché、Picard、Lidl和数家Franprix超市。

### 体育
2023年，楠泰尔境内共有4家游泳池、17间体育馆、6座综合体育场、8处网球场、9处足球或橄榄球场以及18处篮球或排球场。
截至2024年11月，楠泰尔境内共有六家注册足球俱乐部。楠泰尔体育会（Entente Sportive de Nanterre，编号500561）是当地的代表性足球队，成立于1925年，其主队2024至2025赛季参加法兰西岛大区足球联赛甲组（法国第六级别），其主场为加布里埃尔·佩里球场（Stade Gabriel Péri）。
楠泰尔篮球俱乐部是当地的一支篮球队，成立于1927年，2024至2025赛季参加法国篮球冠军联赛。

### 环境
楠泰尔的环境事务由其所属的大巴黎都会区联合各级政府协调负责。2021年，楠泰尔境内共有9家污染企业。

### 治安
2021年，楠泰尔市镇范围内共有3处派出所和0处宪兵队。
2023年，楠泰尔市镇范围内累计记录各类案件6,031起，其中盗窃类案件2,655起，人身侵犯类案件1,319起，毒品交易类案件785起。

## 文化
2023年，楠泰尔境内共有4家剧场、2家电影院和1家音乐厅。楠泰尔境内建有四处多媒体中心（Médiathèque）和一处图书馆，均向公众开放向公众开放。

### 建筑
楠泰尔境内有多处历史建筑，其中楠泰尔主教座堂、丰特内勒圣玛丽教堂等为法国国家文物保护单位，此外当地的大部分现代建筑建于二十世纪以后。

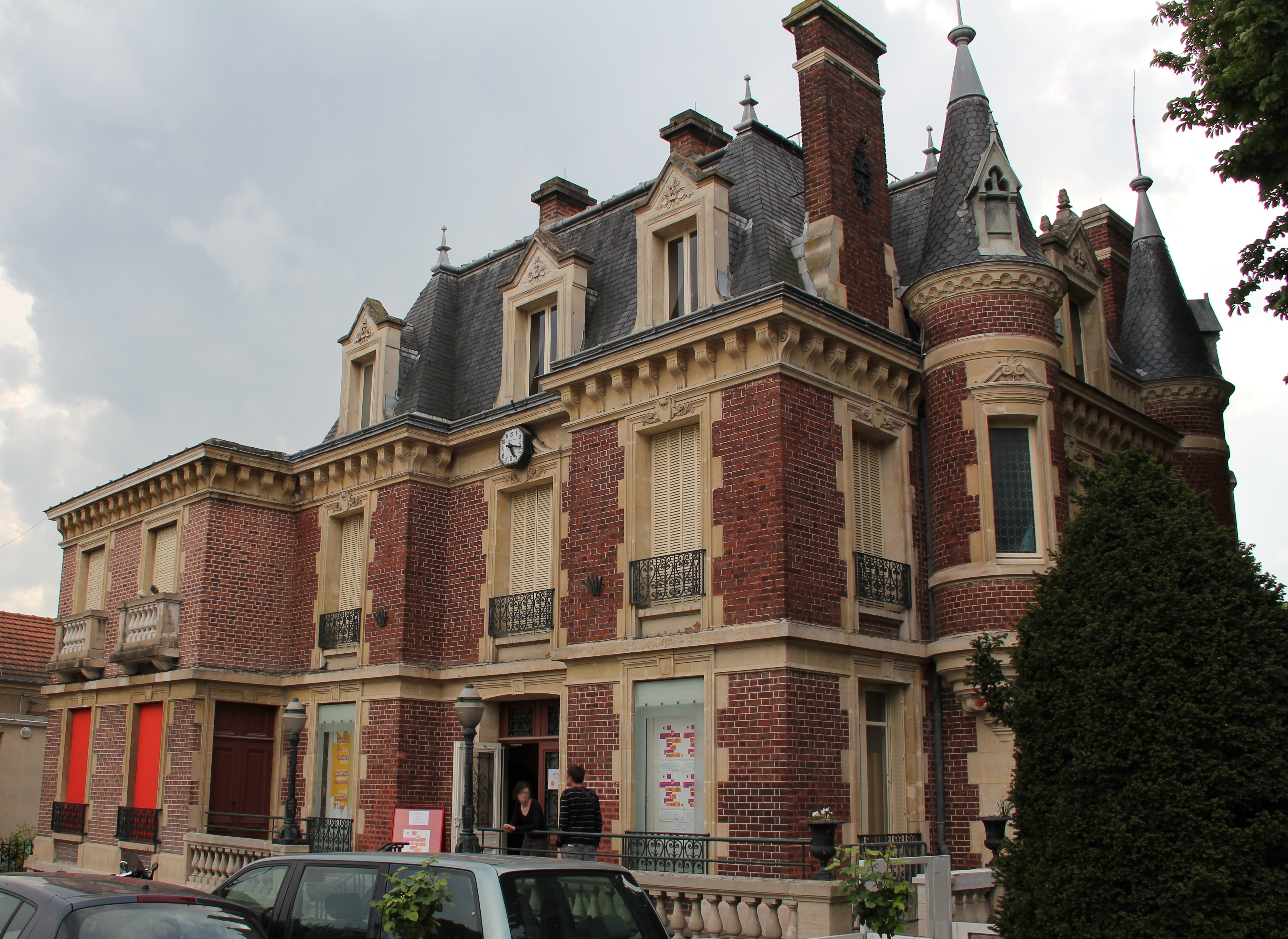
楠泰尔市政厅旧址
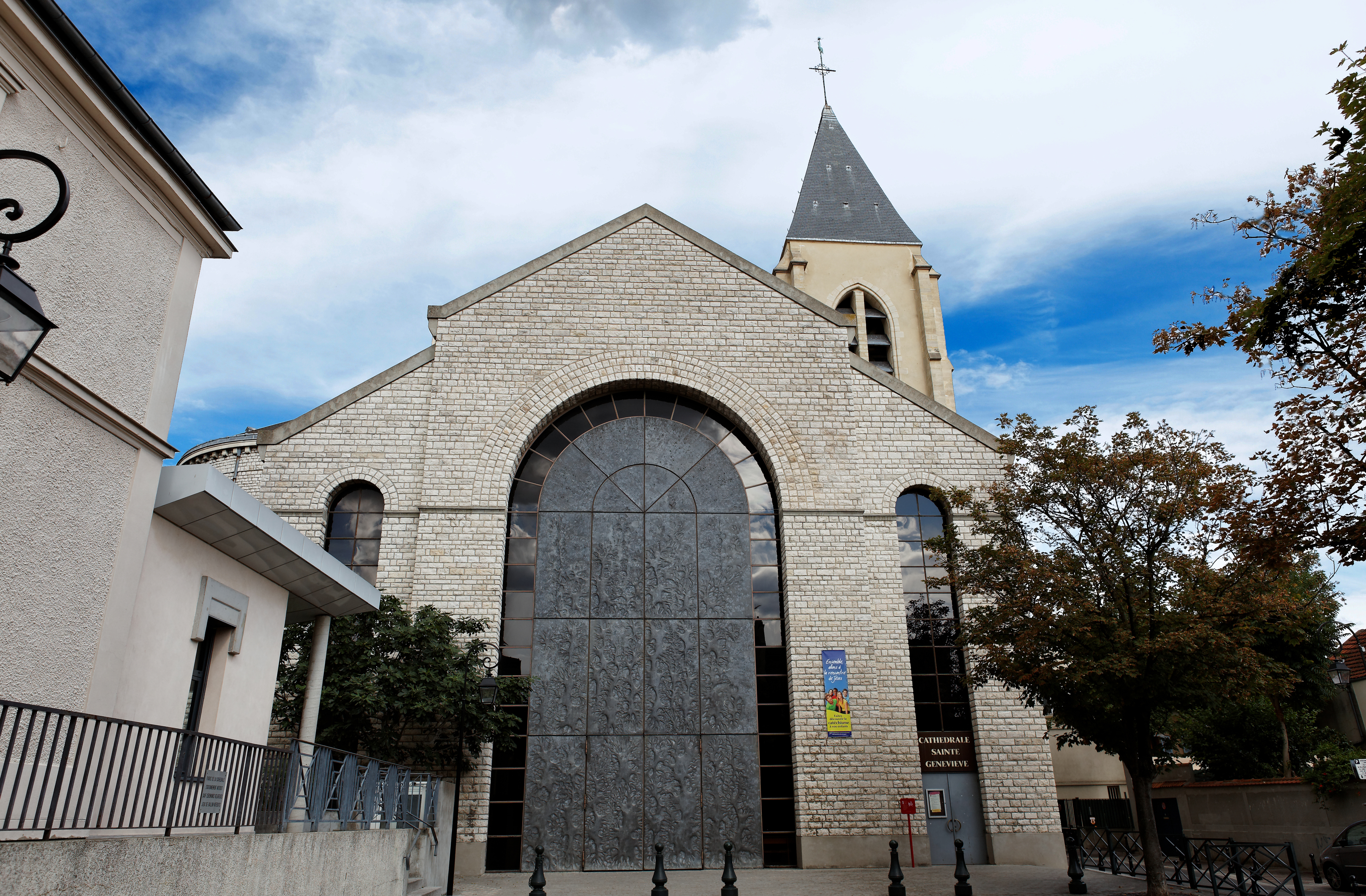
楠泰尔主教座堂
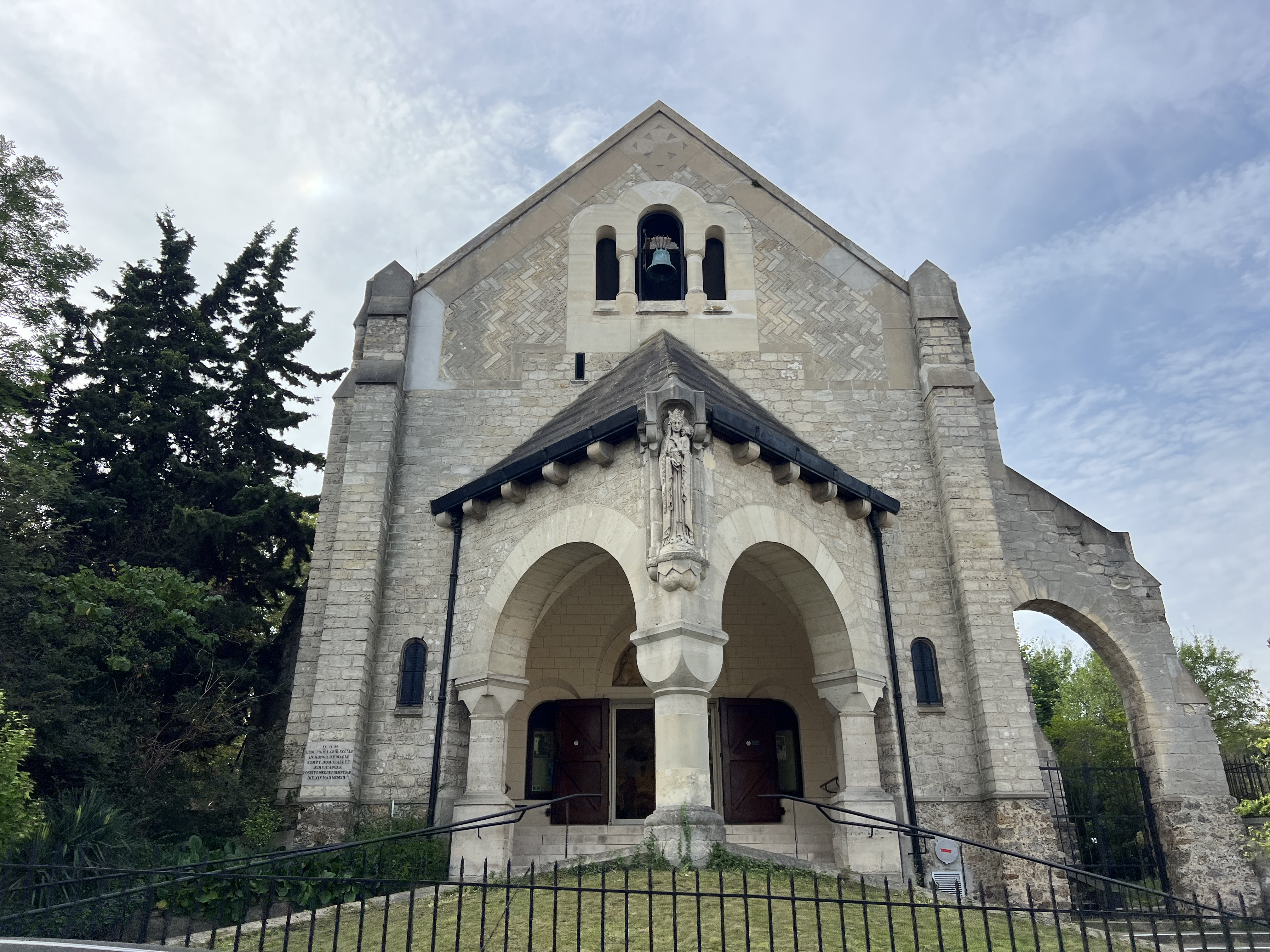
丰特内勒圣玛丽教堂
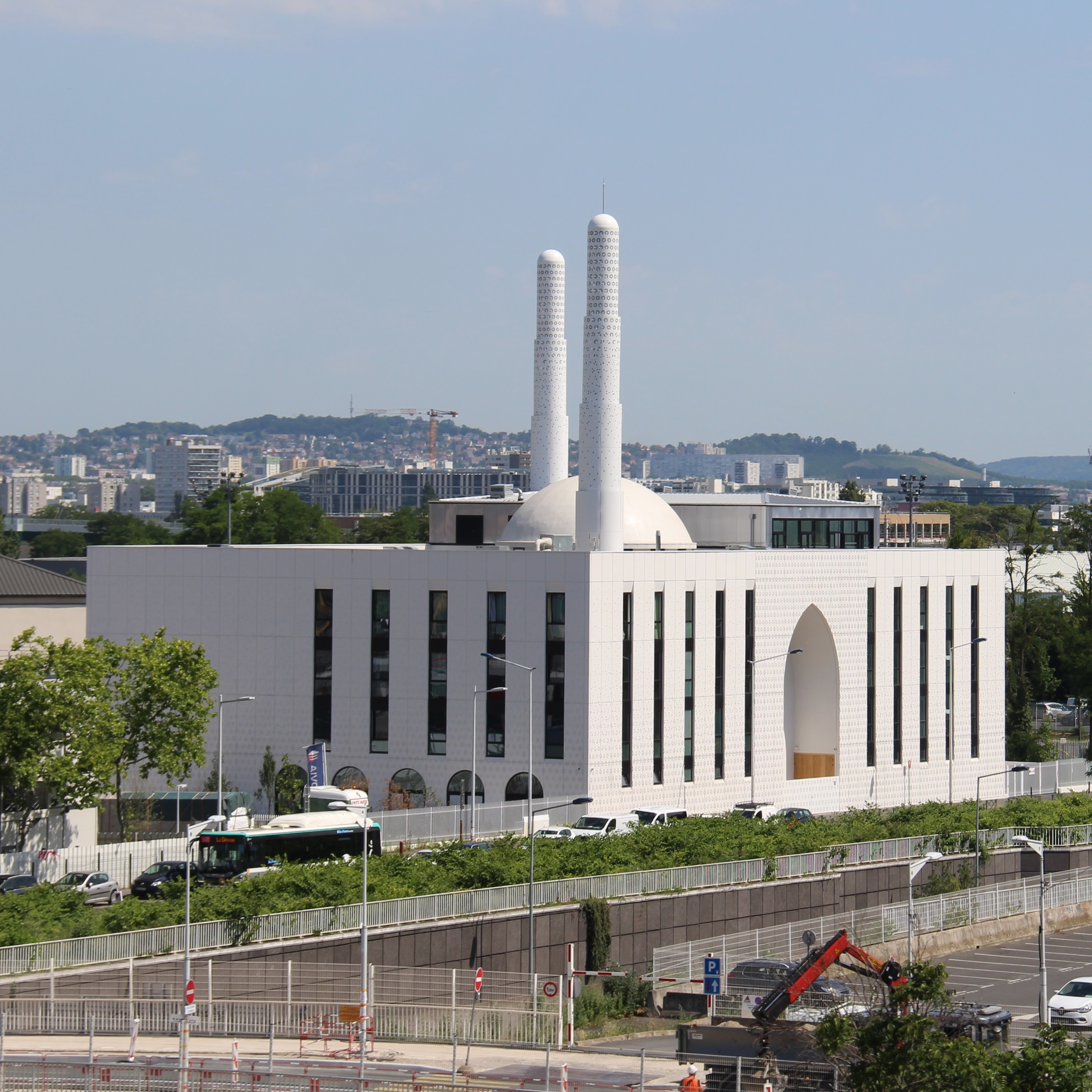
大清真寺
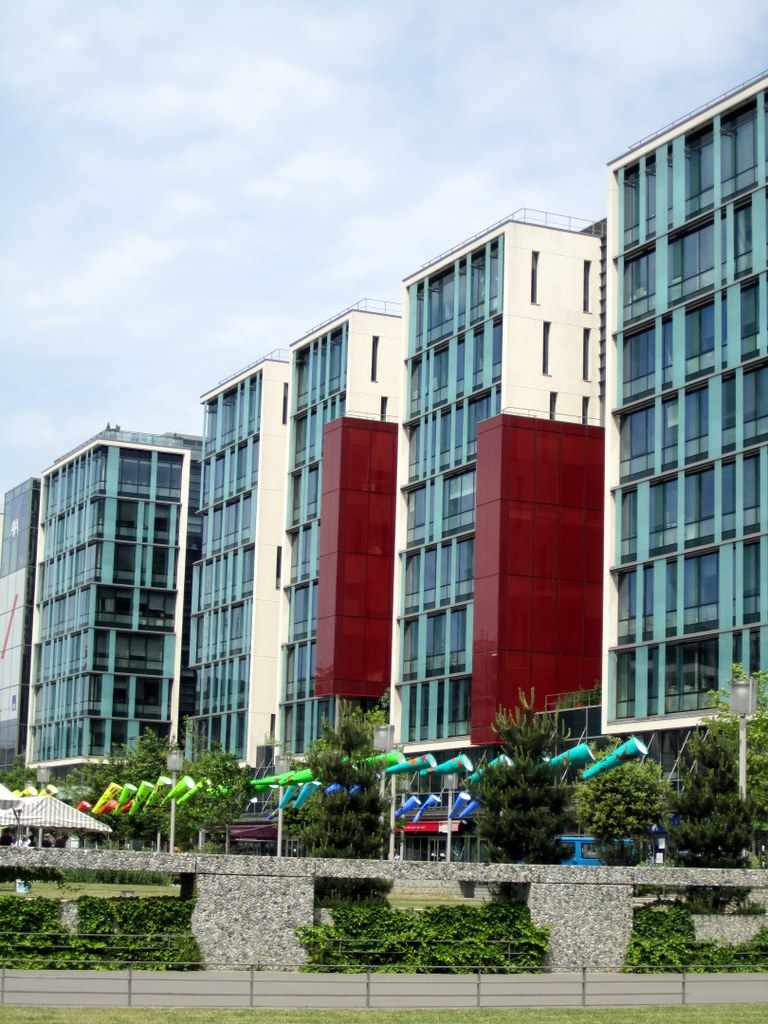
安盛楠泰尔办公楼
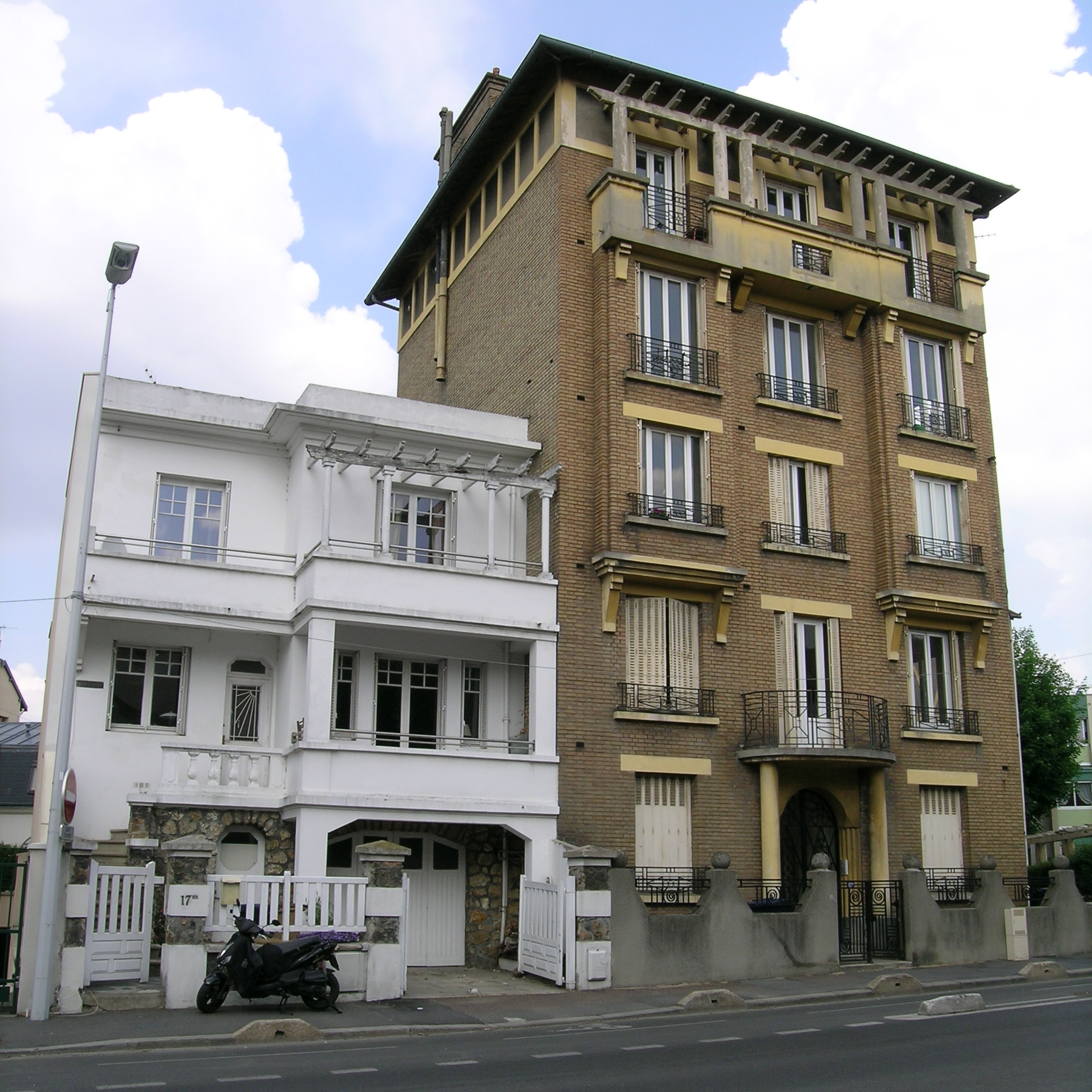
传统居民公寓
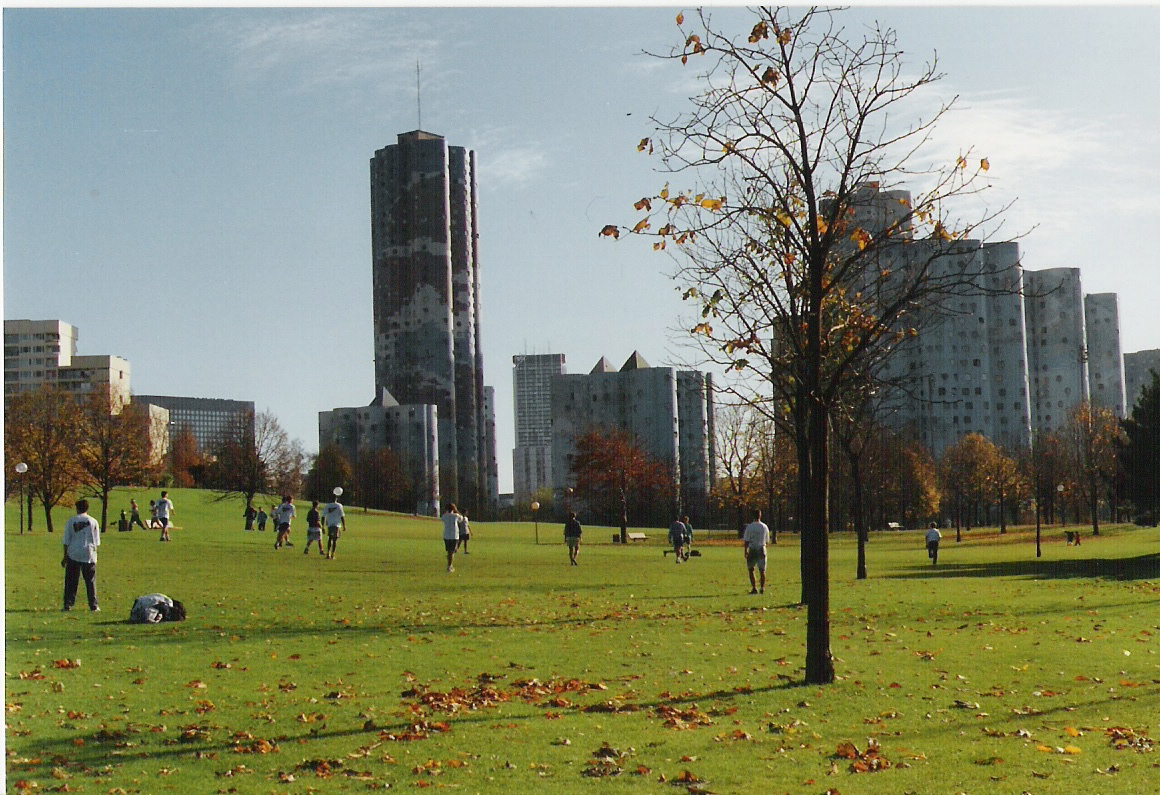
毕加索城小区

### 旅游
楠泰尔的旅游事务由其所属的大巴黎都会区联合各级政府协调负责。2024年，楠泰尔境内共有12家酒店共计1,331间房间。

### 媒体
法国主要的媒体均可在楠泰尔接收，法国电视三台下属的法兰西岛大区频道在部分时段播出楠泰尔所在上塞纳省的地方新闻。《巴黎人报》、蓝色法兰西巴黎广播、BFM电视台法兰西岛频道等是当地主要的地方性媒体。

## 相关人物
法国艺术家贝尔尼·邦瓦桑、现代作家法布里斯·哈贾吉和足球运动员萨达·蒂乌布出生于楠泰尔。

## 友好城市
截至2024年11月，楠泰尔共与七座城市互为友好城市关系：
- 英格兰 沃特福德
- 斯洛維尼亞 日利納
- 義大利 佩萨罗
- 俄羅斯 大诺夫哥罗德
- 羅馬尼亞 克拉約瓦
- 阿尔及利亚 特莱姆森
- 牙买加 西班牙镇